# Borgo di Stafford
Stafford è un distretto con status di borgo dello Staffordshire, Inghilterra, Regno Unito, con sede nella realtà urbana omonima.
Il distretto fu creato con il Local Government Act 1972, il 1º aprile 1974 dalla fusione del municipal borough di Stafford con il distretto urbano di Stone, il distretto rurale di Stafford e il distretto rurale di Stone.

## Parrocchie civili
Le parrocchie, che non coprono l'area del capoluogo, sono:
- Adbaston
- Barlaston
- Berkswich
- Bradley
- Brocton
- Chebsey
- Church Eaton
- Colwich
- Creswell
- Doxey
- Eccleshall
- Ellenhall
- Forton
- Fradswell
- Fulford
- Gayton
- Gnosall
- Haughton
- High Offley
- Hilderstone
- Hixon
- Hopton e Coton
- Hyde Lea
- Ingestre
- Marston
- Milwich
- Norbury
- Ranton
- Salt and Enson
- Sandon and Burston
- Seighford
- Standon
- Stone
- Stone Rural
- Stowe-by-Chartley
- Swynnerton
- Tixall
- Weston
- Whitgreave